# Nagarajaya
Nagarajaya is een bestuurslaag in het regentschap Ciamis van de provincie West-Java, Indonesië. Nagarajaya telt 3088 inwoners (volkstelling 2010).